# Eva Melander
Eva Melander (Gävle, 25 de diciembre de 1974) es una actriz sueca, conocida  principalmente por haber protagonizado la laureada película de 2018 Border.

## Carrera
La carrera de Melander como actriz inició a comienzos de la década de 2000. En 2004 realizó una pequeña aparición en la popular serie sueca Graven. Tras figurar en algunos cortometrajes y miniseries, interpretó el papel de Magdalena en el largometraje El Hipnotista de Lasse Hallström en 2013. En 2015 apareció en la serie Modus y en la cinta Flocken. En 2018 obtuvo reconocimiento internacional al interpretar el papel protagónico de Tina, una mujer con una extraña apariencia pero un increíble sentido del olfato, en la película premiada en Cannes, Border.

## Filmografía

### Cine
- 2023 - La conferencia como Eva[5]
- 2018 - Border
- 2017 - Skolstartssorg (corto)
- 2016 - 6A
- 2015 - Flocken
- 2014 - Allt vi delar (corto)
- 2014 - Sköterskan (corto)
- 2014 - Vännerna (corto)
- 2012 - El hipnotista
- 2011 - Dublin (corto)
- 2010 - Sebbe

### Televisión
- 2018 - Beck
- 2017 - Syrror
- 2017 - Rebecka Martinsson
- 2017 - Jordskott
- 2015 - Modus
- 2013 - Real Humans
- 2013 - Bron
- 2006 - Mästerverket
- 2005 - Lasermannen
- 2004 - Graven